# Prasanth Nair
Prasanth Balakrishnan Nair (né le 26 août 1976 à Thiruvazhiyad dans le Kerala) est un pilote d'essai de la Force aérienne indienne et astronaute indien. Il a été sélectionné en tant qu'astronaute pour la mission spatiale indienne Gaganyaan.

## Carrière
Il a été inclus dans le processus de sélection des astronautes en 2019 par l'Institut de médecine aérospatiale (IAM), qui relève de la Force aérienne indienne. Par la suite, il a été inscrit sur la liste finale par la Force aérienne indienne et l'Organisation indienne pour la recherche spatiale (ISRO). Avec trois autres personnes, il s'est rendu en Russie pour une formation préliminaire en 2020. La formation initiale a été achevée en 2021. De retour en Inde, il a rejoint le programme de formation des astronautes à Bangalore,,.
Le Premier ministre Narendra Modi a annoncé le nom des membres de l'équipe d'astronautes pour la première mission spatiale de l'Inde au Centre spatial Vikram Sarabhai de l'ISRO à Thiruvananthapuram le 27 février 2024, où son nom a été dévoilé publiquement pour la première fois,.

## Vie privée
Le 27 février 2024, il a été annoncé que Nair s'était marié avec l'actrice de cinéma en malayalam (Mollywood) Lenaa.